# Circe (pomme)
Pour les articles homonymes, voir Circé (homonymie).
Circe est un cultivar de pommier domestique.
Il s'agit selon la dénomination de Red Love (pommes d'amour) Ces pommes sont une série de plusieurs cultivars sélectionnés par Markus Kobelt en Suisse. Ces pommes sont des hybrides i(pollinisation croisée de plantes à chair rouge et résistantes à la tavelure) Les cultivars comprennent 'Redlove Calypso', 'Redlove Circe', 'Redlove Era' et 'Redlove Odysso'.

## Origine
Circe est originaire de Suisse.

## Description
Circe présente un chair de couleur rouge et un feuillage brun.